# Clock Tower 3
Clock Tower 3 — видеоигра в жанре survival horror, вышедшая на приставке PlayStation 2 в 2002 году в Японии и в 2003 году в Америке и Европе, которая была разработана компанией Sunsoft и выпущена Capcom. Игра является четвёртой в серии игр с одноимённым названием.

## Сюжет
Алисса Хемилтон, 14-летняя девочка, живущая в школе-интернате, получает странное письмо от своей матери Нэнси. В письме мать просит Алиссу спрятаться и ждать пока пройдёт её пятнадцатый день рождения. Девочка не слушается, и вместо этого решает вернуться к себе домой.
Когда она приезжает, то понимает, что её мать пропала. Алисса решает проверить родительскую комнату, где внезапно само по себе начинает играть пианино. Испугавшись, она выбегает из комнаты, после чего переносится во времени, а именно попадает в Лондон во времена Второй мировой войны.

## Отзывы
| Сводный рейтинг    | Сводный рейтинг |
| Агрегатор          | Оценка          |
| ------------------ | --------------- |
| GameRankings       | 70,18 %         |
| Metacritic         | 69/100          |
| Иноязычные издания |                 |
| Издание            | Оценка          |
| Eurogamer          | 6/10            |
| Famitsu            | 33/40           |
| GameRevolution     | C               |
| GameSpot           | 7,3/10          |
| GameSpy            | [ 7 ]           |
| IGN                | 7,7/10          |
| OPM                | [ 9 ]           |

Clock Tower 3 получила «смешанные или средние» отзывы от критиков согласно сайту-агрегатору рецензий Metacritic.